# Harold Theodor Rönnebeck Mansfeld
Harold Theodor Rönnebeck Mansfeld (Asunción Paraguay, 18 de febrero de 1932-16 de septiembre de 2012) fue un reconocido genealogista, vexilólogo y heraldista paraguayo.

## Biografía
Hijo de Gerhard Rönnebeck (alemán) y Martha Mansfeld Woitschach (paraguaya).

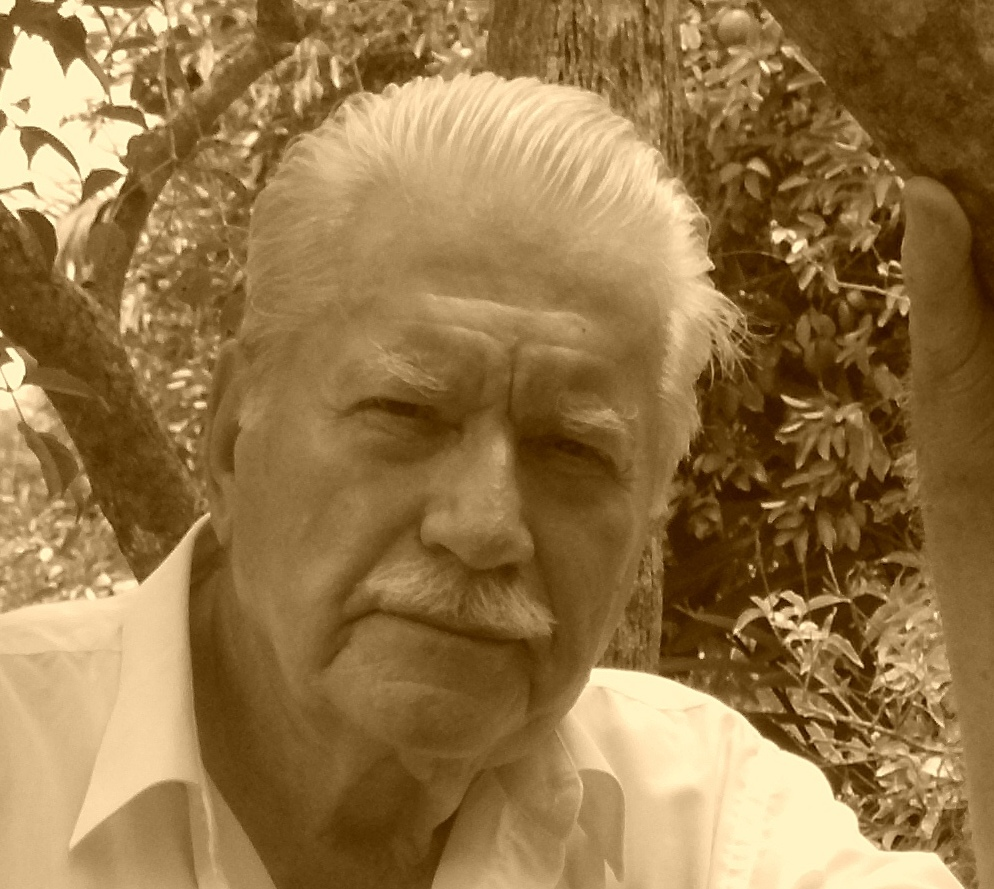
Fotografía de Harold Rönnebeck

Formado en Europa (Alemania y España) en temas heráldicos, genealógicos y medallísticos. Fue consultor heráldico y Vexilólogo, asesor de la Comisión de Heráldica Militar del Comando en Jefe, Jefe del centro de documentación de historia militar, Cronista de la dirección de Publicaciones de las F.F.A.A. de la Nación, Técnico Deportivo de la Escuela Nacional de Educación Física para las disciplinas de fútbol-baloncesto-voleibol y natación. Técnico Masajista Deportivo de la Escuela Nacional de Educación Física. Presidente de la Federación Paraguaya de tenis de mesa en varios periodos. Cofundador del Comité Olímpico Paraguayo y secretario general por 6 años. Representante del Paraguay en campeonatos internacionales de tenis de mesa, baloncesto y voleibol. Traductor militar del idioma alemán. Culminó sus días a cargo del Archivo Central del comando de artillería.
De forma póstuma, recibe la MEDALLA DE HONOR AL MERITO DEL COMANDO DE ARTILLERÍA DEL EJÉRCITO, en mérito a los relevantes servicios a las Fuerzas Armadas de la Nación en fecha 3 de julio de 2013.

## Publicaciones y aportes resaltantes
- Sellos heráldicos de uso actual, SELLO NACIONAL (anverso) y SELLO DE HACIENDA (reverso) de uso en documentos oficiales y en la bandera Paraguaya, fueron diseñados y propuestos por Harold Rönnebeck. Los mismos aún no aprobados por Ley dentro de la República del Paraguay.
- Escudo Municipal de Asunción – Investigación Heráldica
- San Isidro Labrador – Patrono de armas del Paraguay – Investigación del santoral militar
- Libro “Banderas” – Edición FFAA de la Nación – Imprenta Militar – Publicado en 1986
- Libro “Símbolos Patrios” – Publicado en 1978
- Diversos trabajos y proyectos con el fin de diseñar, normalizar y corregir escudos, emblemas, brevetes, diplomas y títulos pertenecientes a instituciones militares, policiales y civiles.
- Pormenorizado estudio sobre la única y auténtica fecha de creación de las armas paraguayas (17 de junio de 1811).